# Гундеберт из Сенона
Гундеберт (фр. Gundebert; умер ок. 676 года) — епископ Санса (640-е годы), святой отшельник (день памяти — 21 февраля).
Святой Гудеберт оставил епископское служение в Сансе в пользу отшельнической жизни в Вогезах. Там, в Сеноне он около 660 года основал бенедиктинское аббатство Сен-Пьер. В середине XIII столетия монах этой обители Ришар Лотарингский написал житие Святого Гундеберта (лат. Vita Sancti Gundelberti ep. Senoniensis).